# شتيفان هاس
شتيفان هاس (بالألمانية: Stefan Haas)‏ (29 يونيو 1994 بموسبورغ في ألمانيا - ) هو لاعب كرة قدم ألماني في مركز الوسط. لعب مع نادي أونترهاخينغ وSpVgg Unterhaching II ‏.

## وصلات خارجية
- شتيفان هاس على موقع قاعدة بيانات كرة القدم.إي يو (الإنجليزية)
- شتيفان هاس على موقع بيانات كرة القدم. دي إي (الألمانية)
- شتيفان هاس على موقع Soccerway.com (الإنجليزية)
- شتيفان هاس على موقع عالم كرة القدم.نت (الإنجليزية)